# Arctia bellieroides
Arctia bellieroides är en fjärilsart som beskrevs av Max Wilhelm Karl Draudt 1932. Arctia bellieroides ingår i släktet Arctia och familjen björnspinnare. Inga underarter finns listade i Catalogue of Life.